# Malachite
Pour les articles homonymes, voir Malachite (homonymie).
La malachite est un minéral secondaire des zones d'oxydation des gisements de cuivre, de formule Cu2CO3(OH)2, faisant partie du groupe des carbonates minéraux et du sous-groupe des carbonates anhydres avec anions étrangers.

## Historique de la description et appellations

### Inventeur et étymologie
La malachite est identifiée à son chrysocolle « qui a la nuance du blé en herbe, dans sa verdure la plus fraîche » selon Pline l'Ancien. Le nom de ce minéral vient du latin malachites déformation du grec ancien molochē (μολóχη), variante de malachē (μαλάχη), signifiant selon le contexte : « mollesse, voluptueux, efféminé », en allusion non à la couleur mais à la plante surnommée Mauve en raison de la mollesse de ses courbes.

### Synonymie
- Chrysocolle vert[3]
- Cuivre carbonaté vert[4]
- Cuivre soyeux (Mine de cuivre soyeuse)[5]
- Fleurs de cuivre vertes[6]
- Oxyde vert de cuivre[7]
- Vert de cuivre[8]
- Vert de cuivre ferrugineux[9]
- Vert de montagne[10]

## Caractéristiques physico-chimiques

### Critères de détermination
La malachite présente une effervescence à l'acide chlorhydrique, et est très légèrement soluble dans l'eau contenant du CO2.

### Cristallochimie
La malachite est analogue à la georgeïte (Cu2(CO3)(OH)2·6H2O), qui est amorphe.
Elle fait partie d'un groupe de minéraux isostructuraux appelé groupe de la malachite, constitué des espèces suivantes :
- Malachite Cu2CO3(OH)2, P21/a ; 2/m
- Nullaginite Ni2CO3(OH)2, P21/m, P21 ; Mono
- Pokrovskite Mg2CO3(OH)2 • H2O, P21/a ; 2/m
- Chukanovite Fe2CO3(OH)2, P21/a ; 2/m

### Cristallographie

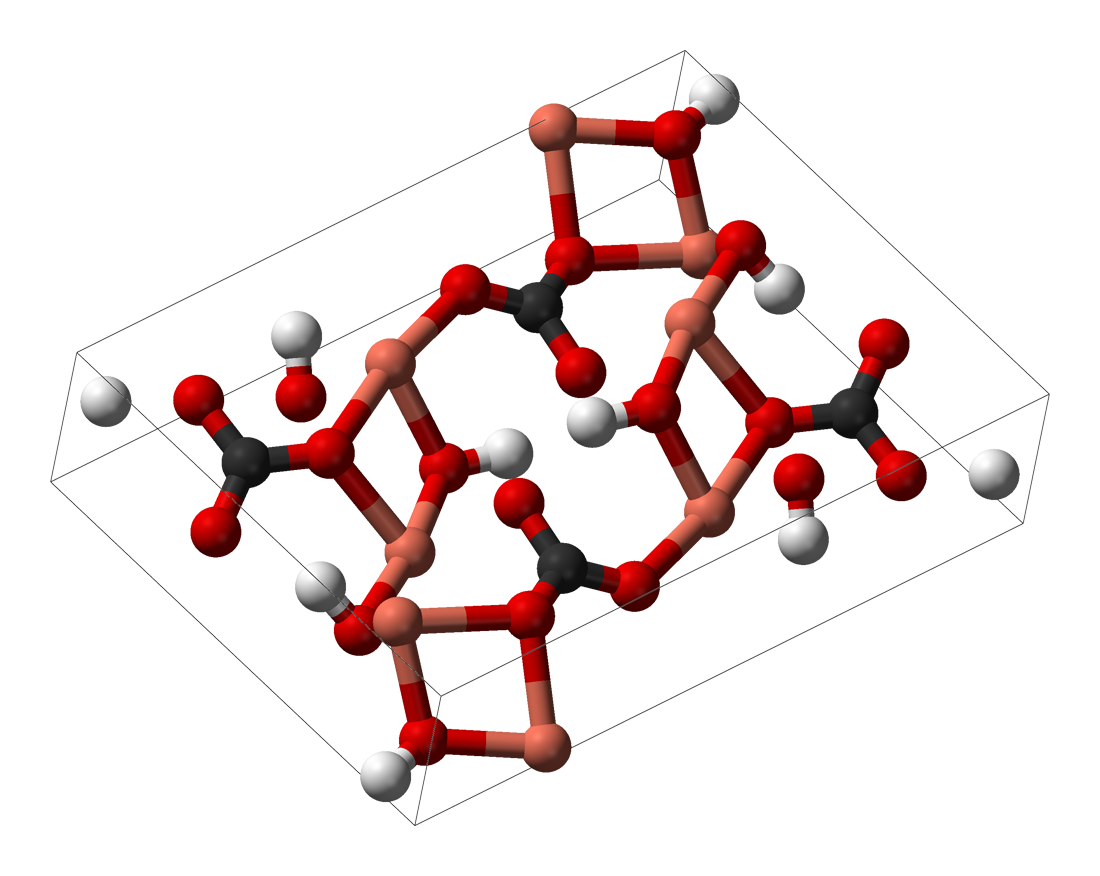
Maille conventionnelle de la malachite

- Paramètres de la maille conventionnelle: a = 9,502 Å, b = 11,974 Å, c = 3,240 Å, β = 98,75 °, Z = 4, V = 364,35 Å3
- Densité calculée = 4,03

### Propriétés physiques
Habitus
Les cristaux de malachite sont aciculaires ou prismatiques, et peuvent atteindre 9 cm. Mais la malachite se trouve le plus souvent sous forme massive, botryoïdale, mamelonnée, fibreuse, stalactitique, en agrégats, grenue, terreuse, en rosette, en croûte, radiée, concrétionnée, cunéiforme, compacte, en enduit, ainsi qu'en pseudomorphose.

## Gîtes et gisements

### Gîtologie et minéraux associés
La malachite se forme dans la zone d'oxydation des sulfures de cuivre.
Minéraux associés : Azurite, cuprite, cérusite, chrysocolle, calcite, limonite, calcédoine, atacamite, brochantite, ténorite, aurichalcite

### Gisements remarquables
Australie
- Broken Hill/Cobar, Nouvelle-Galles du Sud
- Burra, Australie-Méridionale

 Brésil

 Colombie

 Congo (République Démocratique)
- Musonoi mine, Province du Katanga, Lubumbashi, Kolwezi,
- Mashamba West mine

 États-Unis
- Warren district, Bisbee, comté de Cochise
- Morenci, comté de Greenlee, Arizona
- Fierro-Hanover district/ Santa Rita, comté de Grant, Nouveau-Mexique.

 France
- Le Pradet, Var, Mine de Cap Garonne[13]
- Cabrières, Hérault, Mine de Pioch Farrus[14]
- Chessy-les-Mines, Rhône[15]
- Dourd'hal, Longeville-lès-Saint-Avold, Moselle, Mine du Hautbois

 Mexique (mines de malachite associée à l'azurite)
- Nieva Mine, Mazapil, Zacatecas, Mexico
- San Carlos Mine, Mazapil, Zacatecas, Mexico[16].

 Namibie
- Mine d’Onganja, 60 km au nord de Windhoek, Tsumeb

 Russie
- Nijni Taguil, Iekaterinbourg, Oural, Mine Mednoroudiansky (’minerai de cuivre’)
Dans cette dernière mine qui a appartenu à l'industriel et mécène russe, le comte Nikolaï Nikititch Demidoff, un important filon de 250 tonnes de malachite fut découvert en 1835. Cela permit de produire de gros objets en grande quantité, et de décorer en particulier, les intérieurs de plusieurs palais en Russie[17]. Le plus gros bloc de malachite qui ait été trouvé dans cette mine pesait 40 tonnes[18].

Spécimens de malachite
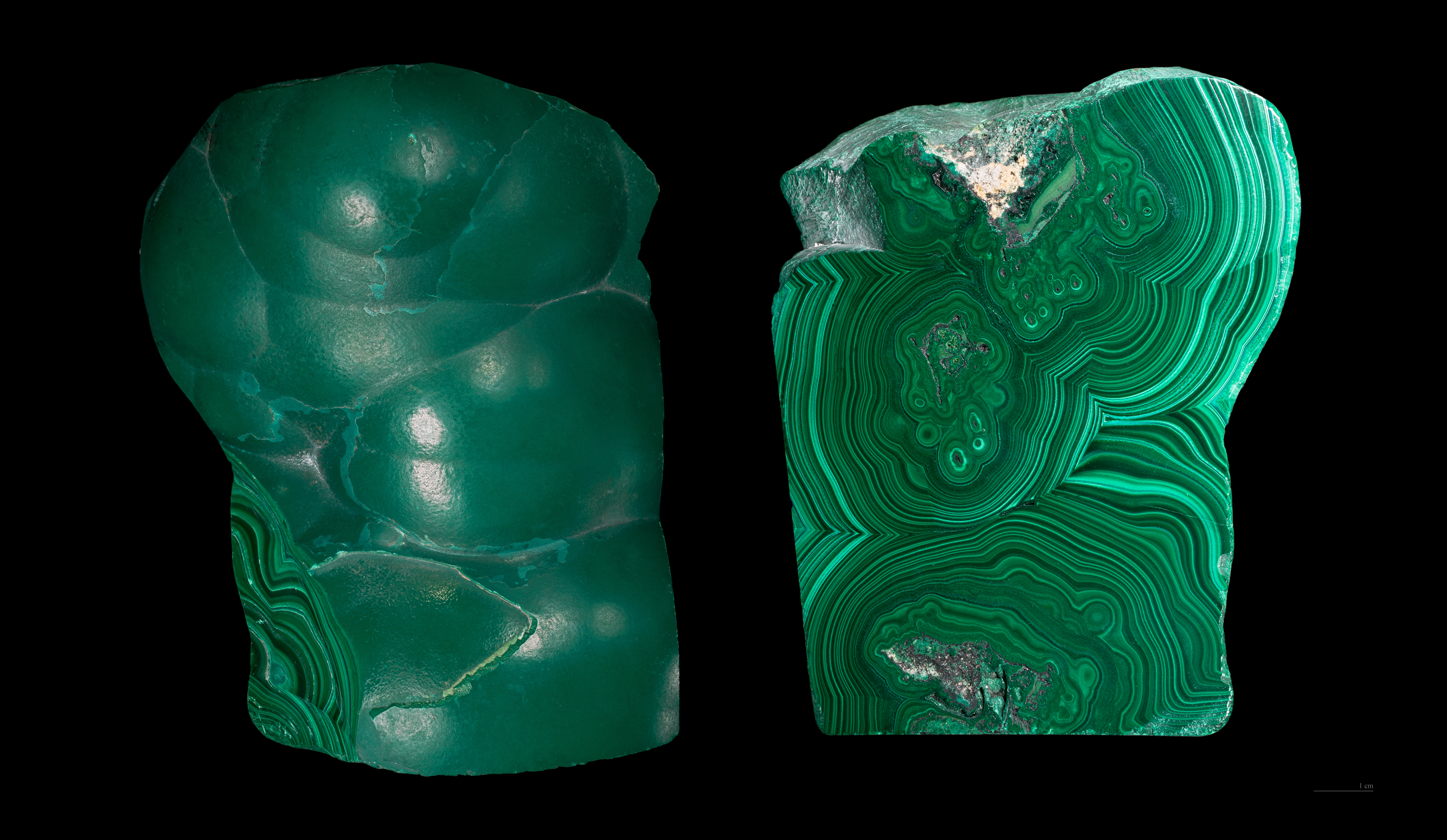
Deux aspects du même spécimen : naturel et poli. Katanga (Congo)
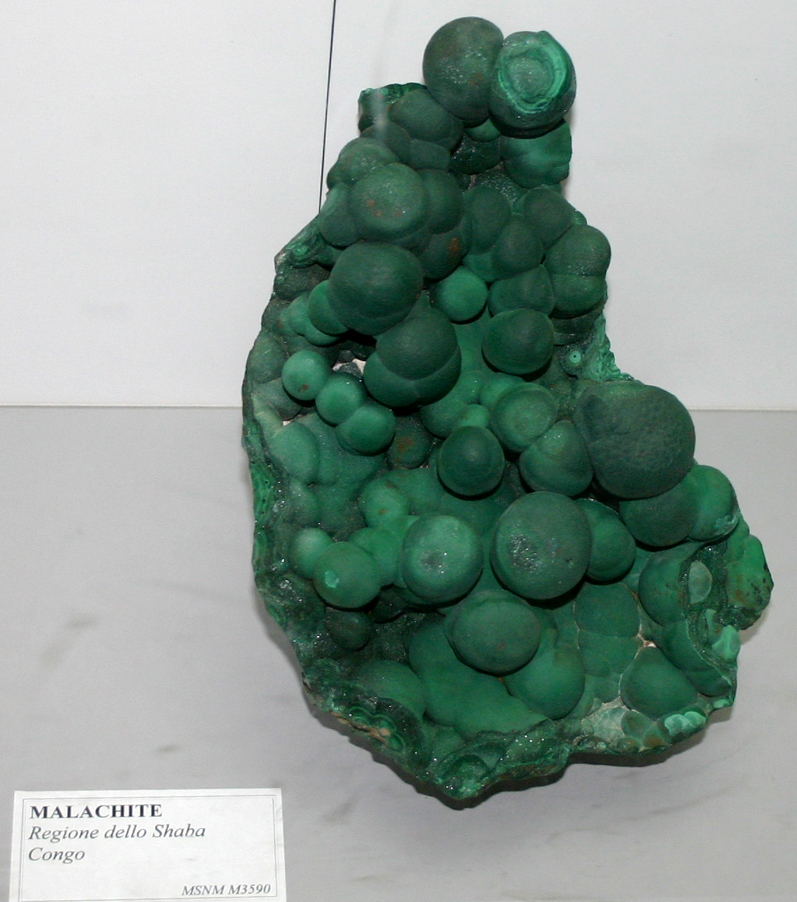
Bloc de malachite (Congo).
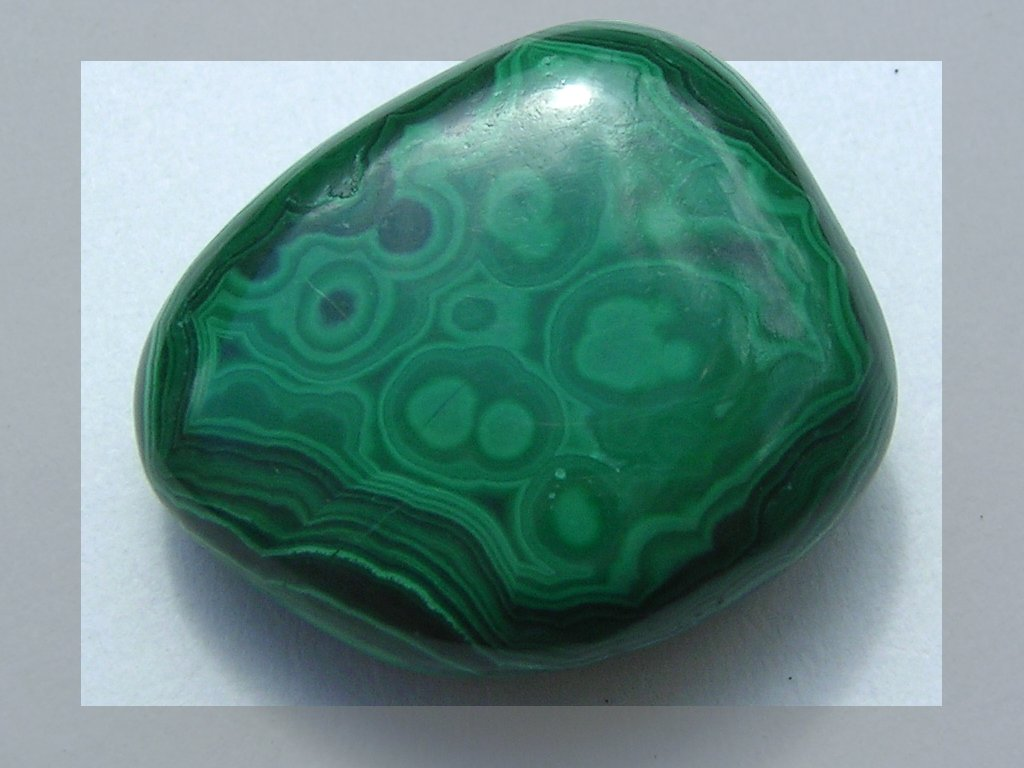
De la malachite polie.
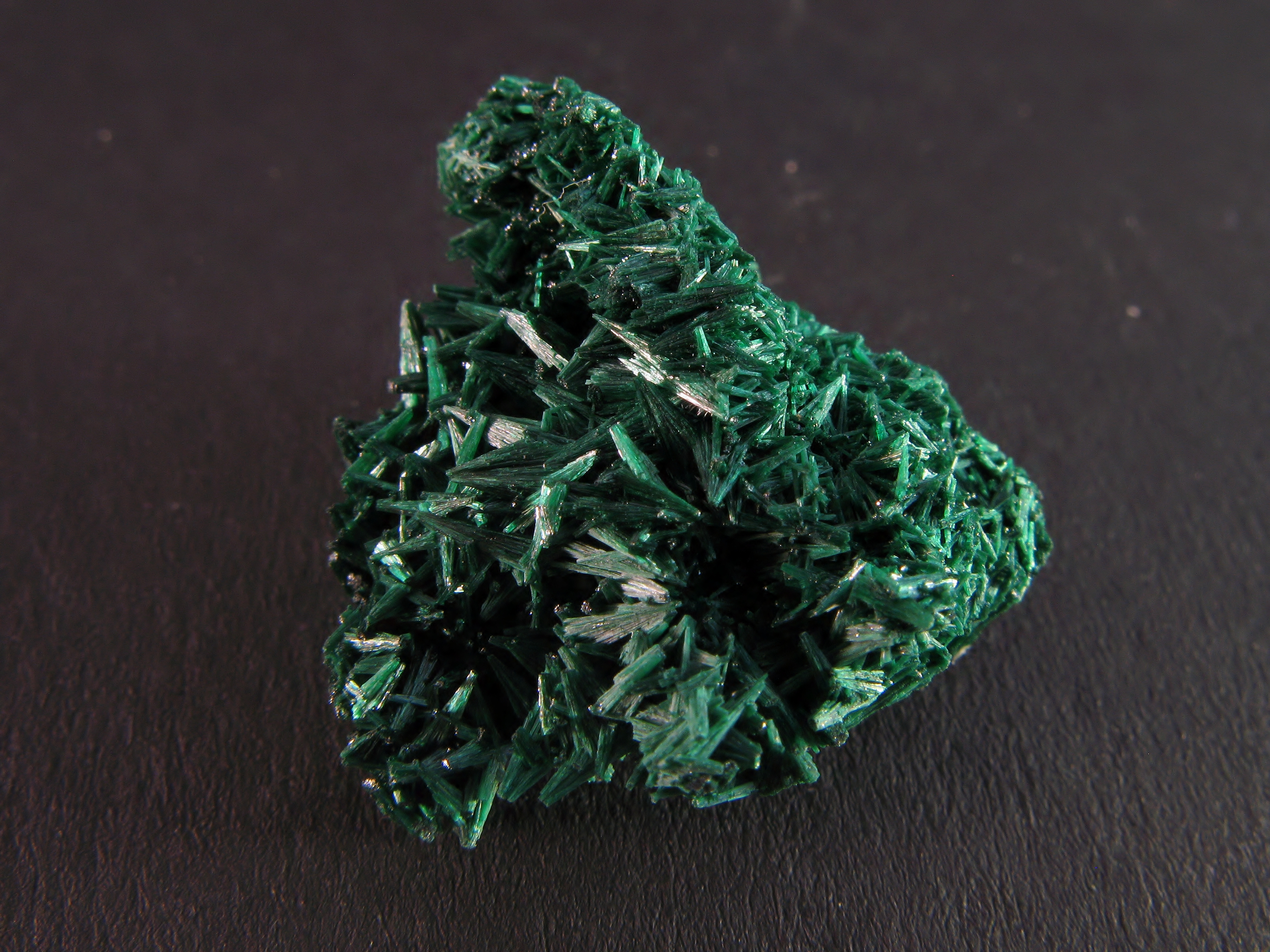
Cristaux de malachite.
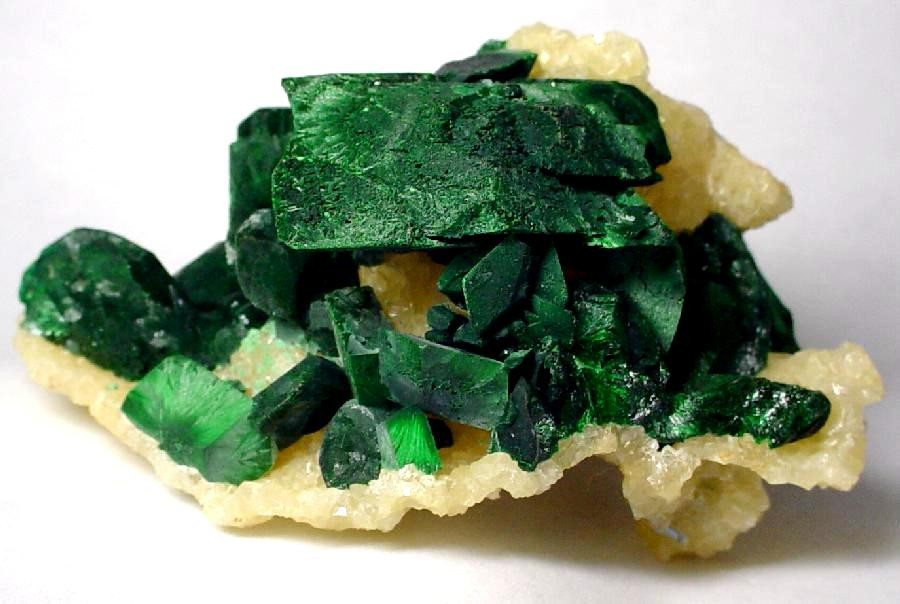
Malachite et azurite sur smithsonite 0,8 × 6 × 4,5 cm. Tsumeb Mine (Tsumcorp Mine), Tsumeb, Otjikoto (Oshikoto), Namibie.
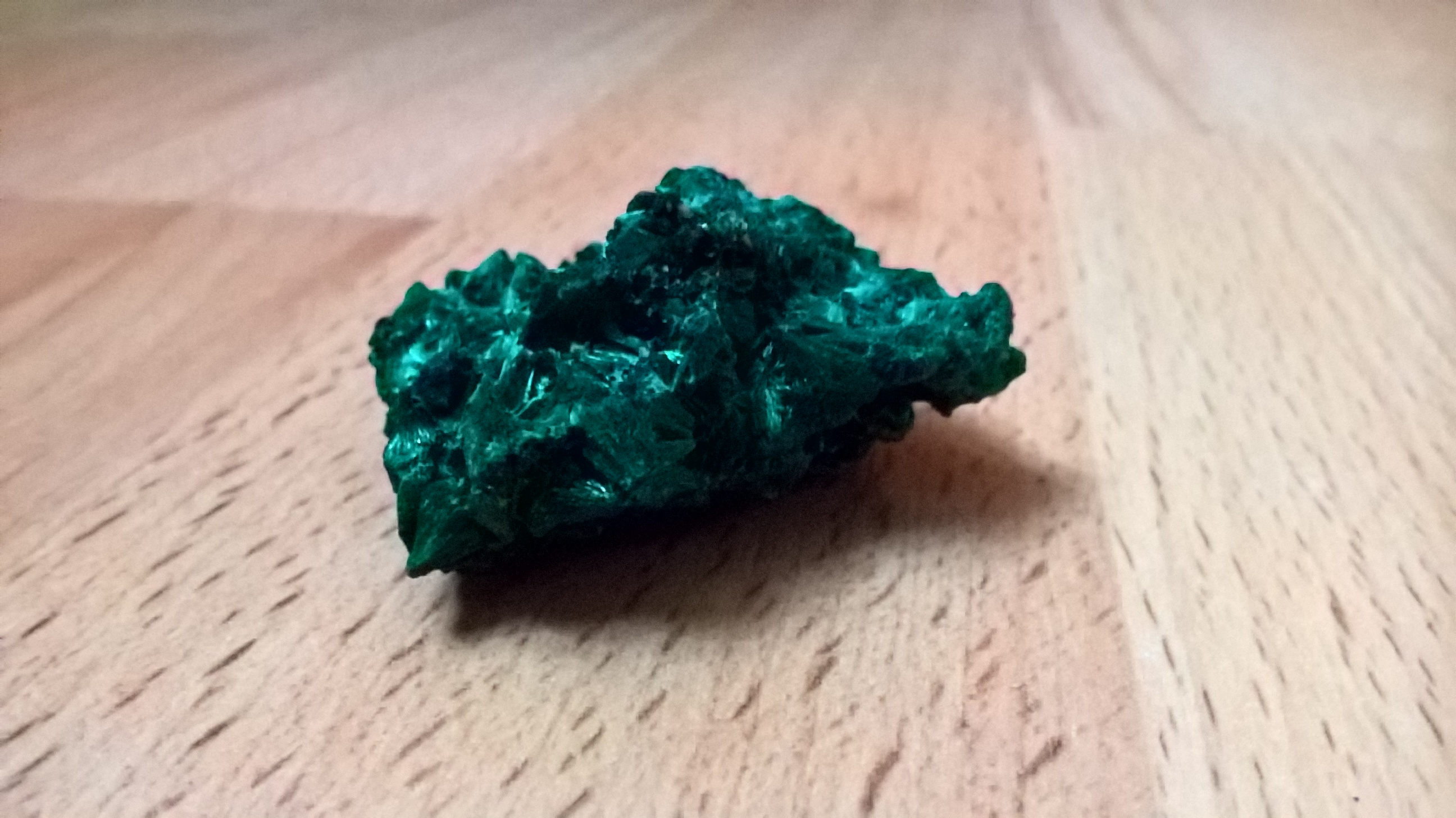
Morceau de malachite fibreuse.

## Utilisation

### Décoration
La malachite a été utilisée comme pierre ornementale, pour colonnes, tables, bijoux, trophées, objets d'art :
États-Unis

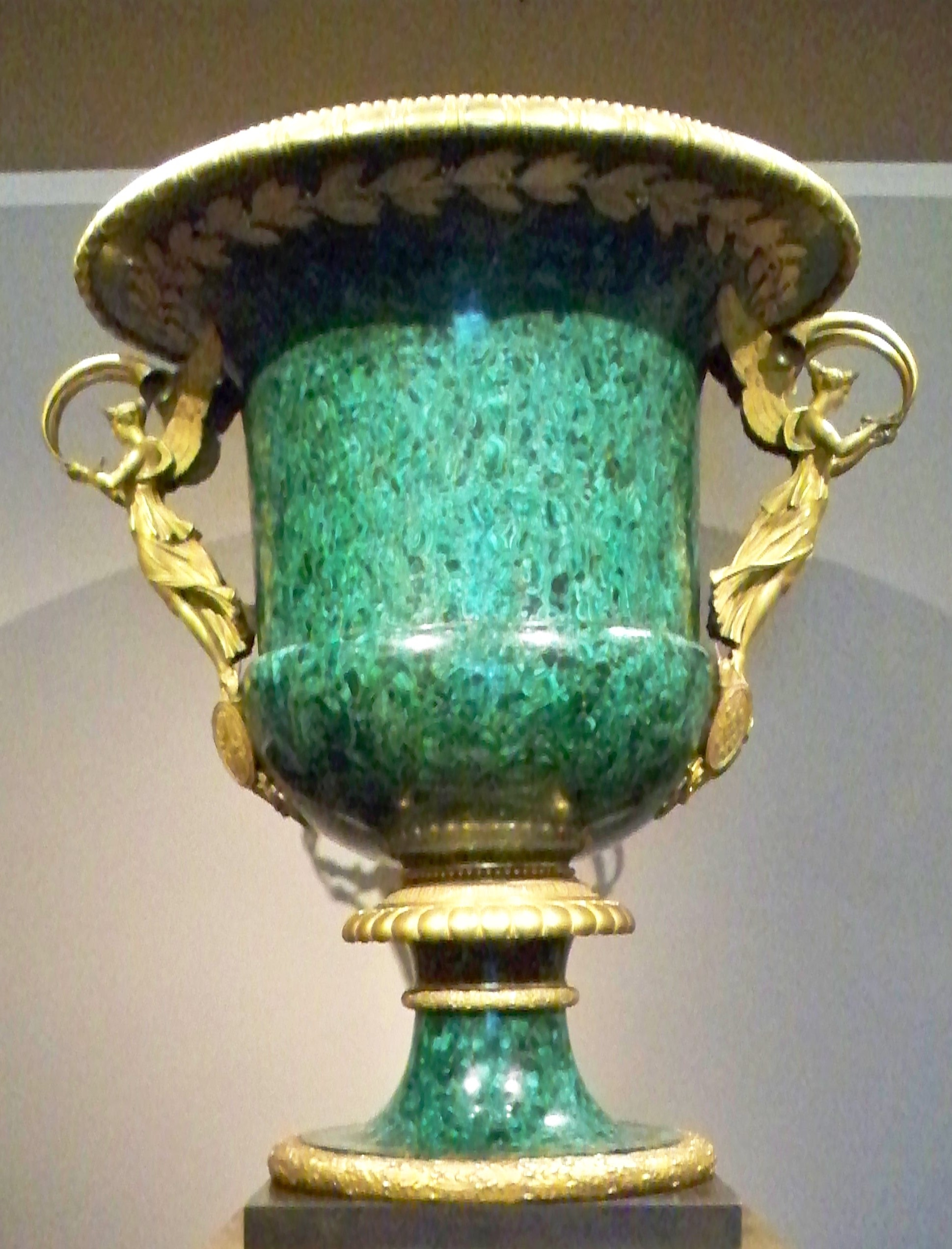
Le vase Demidoff, de style Empire, (1819), Metropolitan Museum of Art, New York, fondeur Pierre-Philippe Thomire

- En 1819, le sculpteur-fondeur français Pierre-Philippe Thomire réalisa l'ornementation en bronze du « Vase Demidoff », de style Empire, en placage de malachite, monté en or moulu, haut de 1,715 mètre. Le vase avait été commandé par le comte Nicolas Demidoff pour meubler la villa San Donato, sa résidence près de Florence. La malachite avait été extraite de la mine de Nijni Taguil, à Ekaterinbourg, dont il était le propriétaire[17]. En 1880, au moment de la dispersion des objets d'art de la collection Demidoff, par Paul P. Demidoff, le vase fut acheté par le milliardaire américain William Henry Vanderbilt, qui l'exposa, en 1881, dans le hall du Triple Palais Vanderbilt (en), à New York, (du 640 au 642 de la Cinquième Avenue, palais aujourd'hui démoli). Le vase fut ensuite mis en vente en 1944 par la veuve de Cornelius Vanderbilt III (1873-1942), et il fut acheté par le Metropolitan Museum of Art de New York grâce au mécénat du contre-amiral Frederic R. Harris (en)[19].

France
- Dans le « Salon des malachites » au château du Grand Trianon à Versailles. Cette pièce, devenue « Salon de l'Empereur » sous Napoléon 1er, contient en particulier les objets d'art (candélabres, vases, vasque) fabriqués avec les blocs de malachite de Sibérie, offerts par le tsar Alexandre Ier de Russie à Napoléon Ier, en 1808, après la signature du traité de Tilsitt, le 7 juillet 1807.

Palais du Grand Trianon, Salon des malachites, Versailles, France
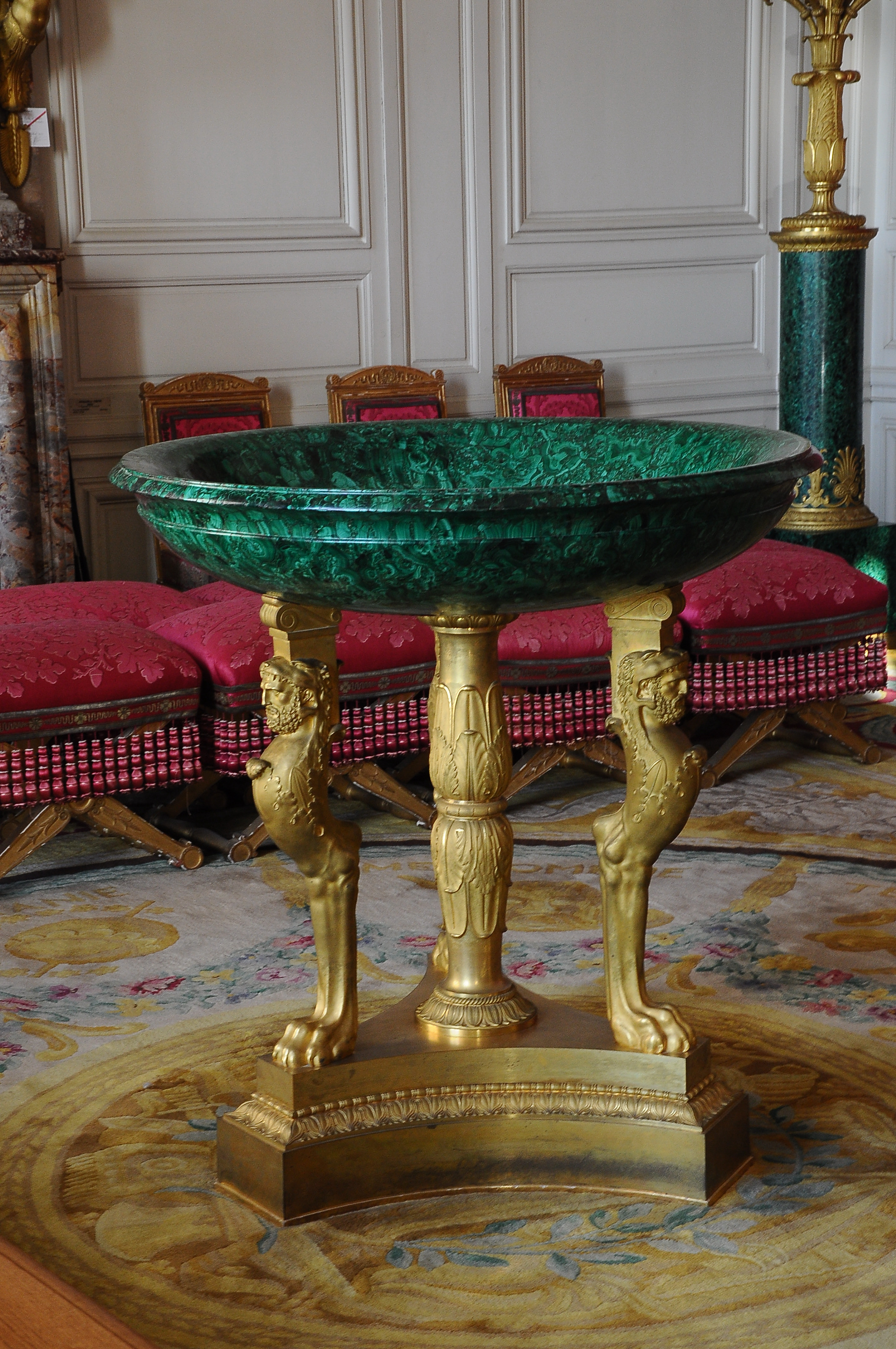
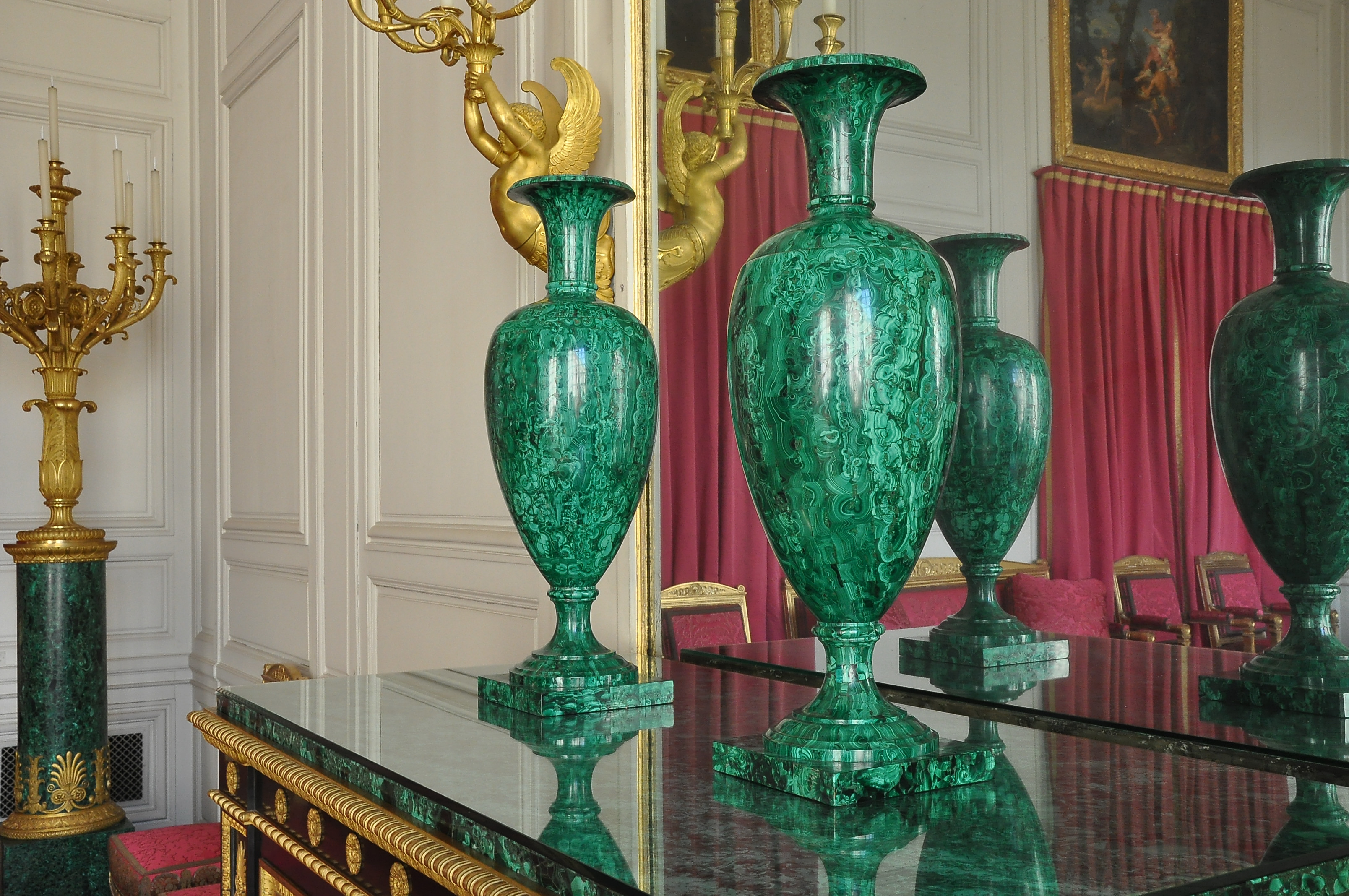
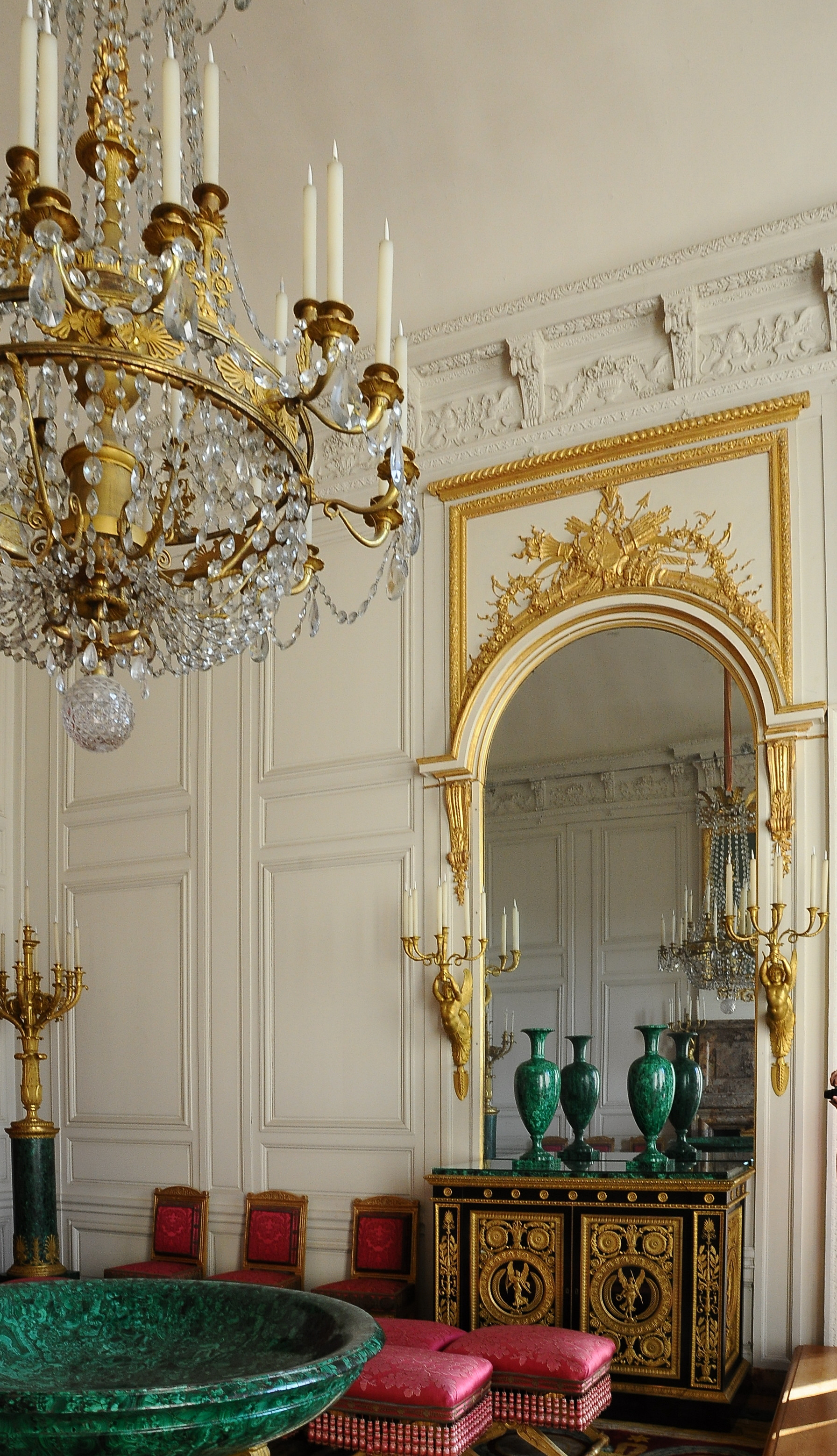

- L'ancien hôtel de la Païva, au 25, avenue des Champs-Élysées, à Paris, construit entre 1856 et 1865, à la demande d'Esther Lachmann, (La Païva), et qui a été financé par le riche industriel et comte allemand, Guido Henckel von Donnersmarck, possède dans l'ancienne chambre de la Païva, un entourage de cheminée en malachite (seul exemple d'entourage de cheminée en malachite connu à Paris)[20].

Mexique

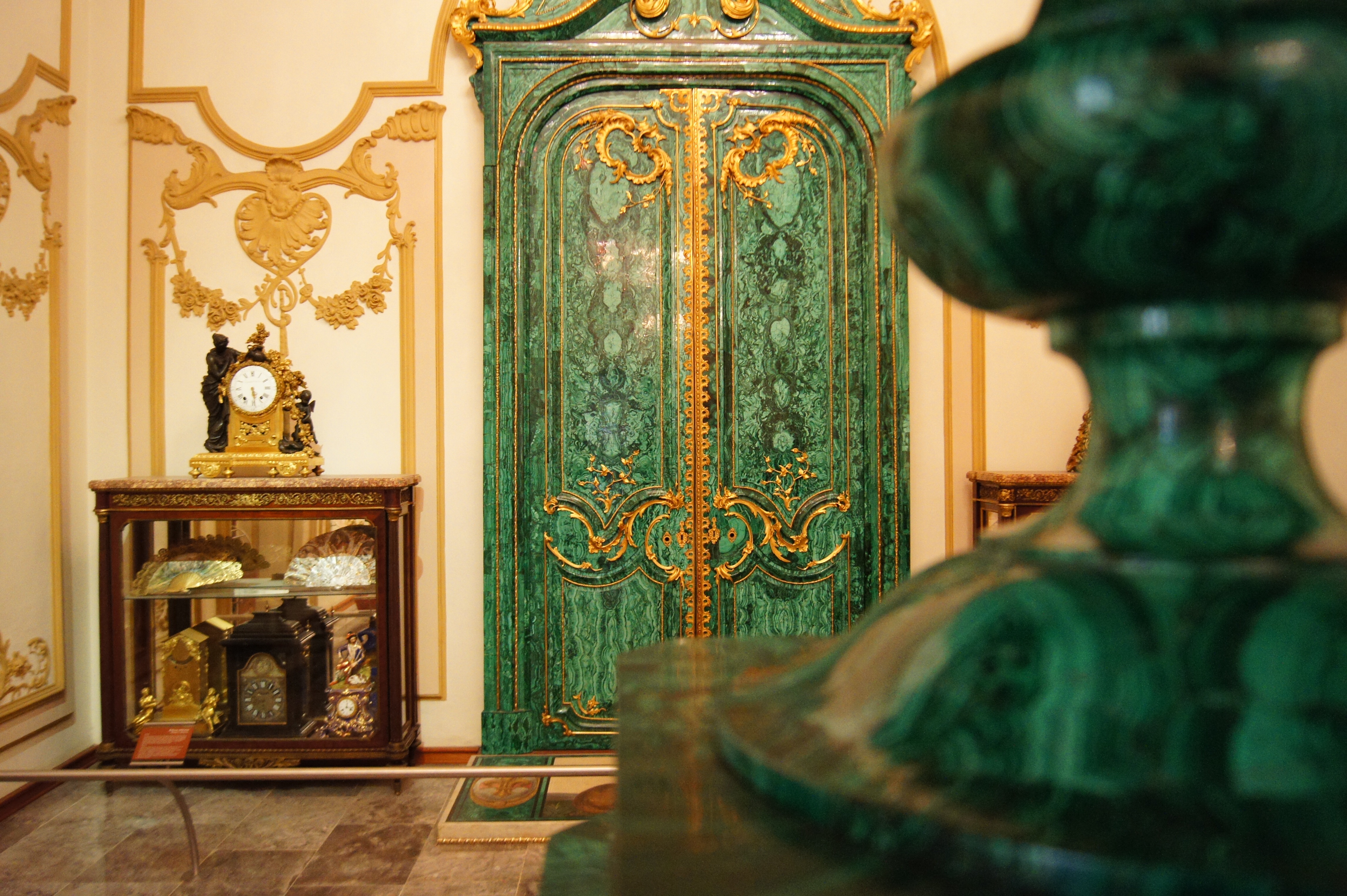
La Malachite room et ses Malachite doors, au château de Chapultepec, à Mexico

- En 1775, le vice-roi de Nouvelle-Espagne, Bernardo de Gálvez, ordonna la construction d'une maison de campagne sur la colline de Chapultepec, à Mexico, ancien site sacré pour les Aztèques. Le château de Chapultepec est l'un des deux seuls châteaux royaux dans les Amériques, ainsi que le seul en Amérique du Nord qui a été utilisé par des souverains. Le château comporte une « Malachite room », avec en particulier deux immenses portes « Malachite doors », décorées avec de la malachite de Sibérie. L'empereur Maximilien Ier, et son épouse l'impératrice Charlotte, sous le Second Empire mexicain, l'ont habité. L'empereur a apporté d'Europe d'innombrables pièces de mobilier et objets d'art. Ceux-ci sont exposés dans le château qui est devenu, depuis 1939, le musée national d'Histoire (Museo Nacional de Historia)[21].

Royaume-Uni

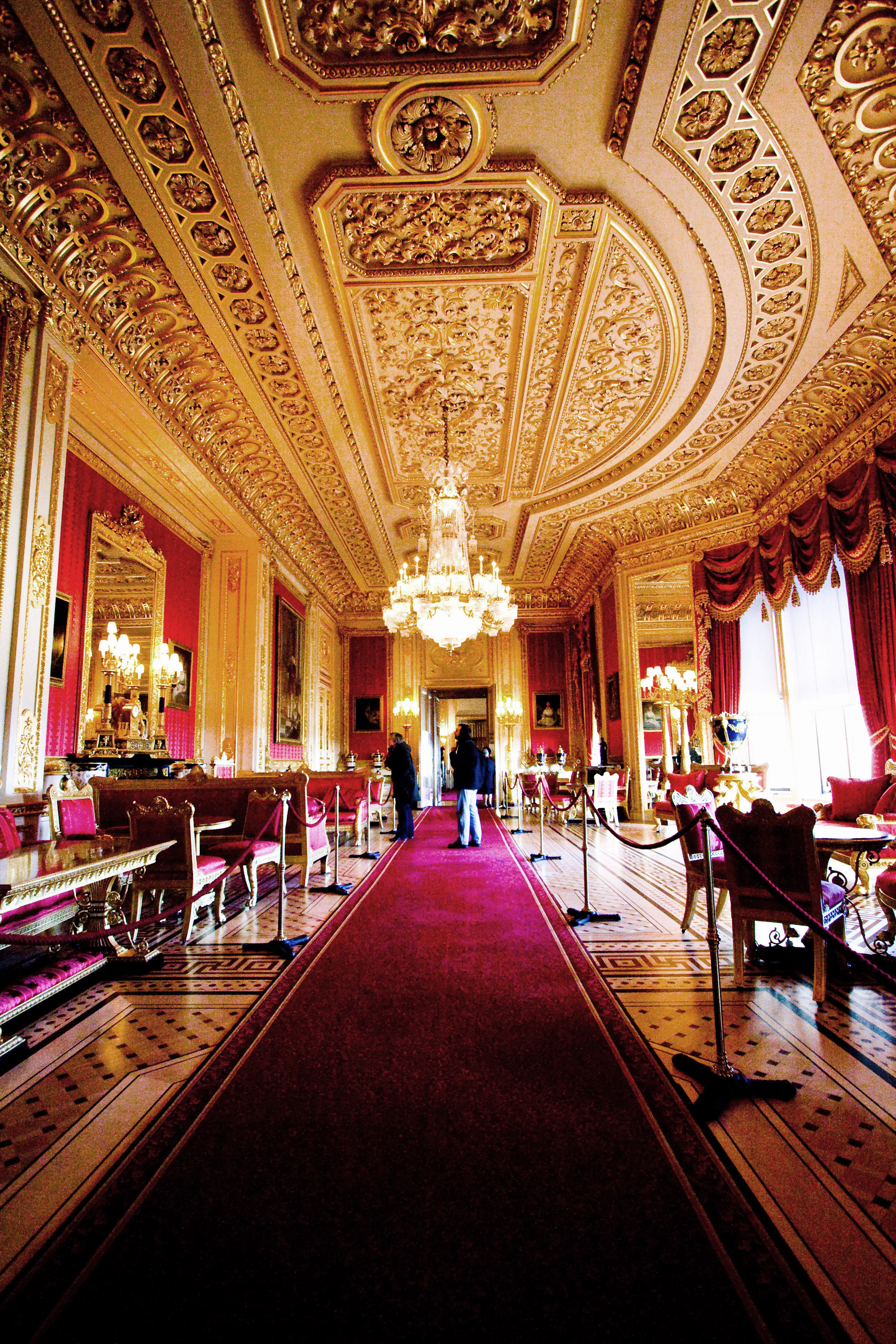
Crimson Drawing Room au château de Windsor

- Un grand vase en malachite, aux poignées en bronze représentant des têtes de Bacchus, monté sur un piédestal de forme carrée, orné des armoiries impériales britanniques, se trouve dans la salle « Crimson Drawing Room » [22], du château de Windsor. Le vase a été probablement réalisé vers 1825, dans la manufacture lapidaire impériale de Peterhof, en Russie, et a été envoyé en cadeau au roi d'Angleterre George IV, par la tsarine Alexandra Feodorovna, (épouse du tsar Nicolas Ier), par l'intermédiaire du prince Lieven, ambassadeur de Russie en Angleterre. L'objet d'art a été enregistré dans les collections royales le 21 novembre 1827, par Benjamin Jutsham, greffier du roi[23].

Russie
- Les maîtres lapidaires des trois manufactures lapidaires impériales de Peterhof, Ekaterinbourg, ou de la Manufacture lapidaire impériale de Kolyvan (ru), en Sibérie[Note 1], avaient l'habitude de travailler sur des objets d'art volumineux, en utilisant la technique de la mosaïque russe (ou école russe de la mosaïque florentine)[24], par placage de fines lamelles de pierres semi-précieuses telles que le jaspe, le lapis-lazuli, la rhodonite ou la malachite, habilement assemblées sur des œuvres d'art en bronze, ou en pierre. De nombreux vases et objets d'art volumineux, sont exposés au musée de l'Ermitage, à Saint-Pétersbourg, ou au Palais d'Hiver, dans la Salle de malachite (en)[25].

Musée de l'Ermitage et Palais d'Hiver, Saint-Pétersbourg, Russie
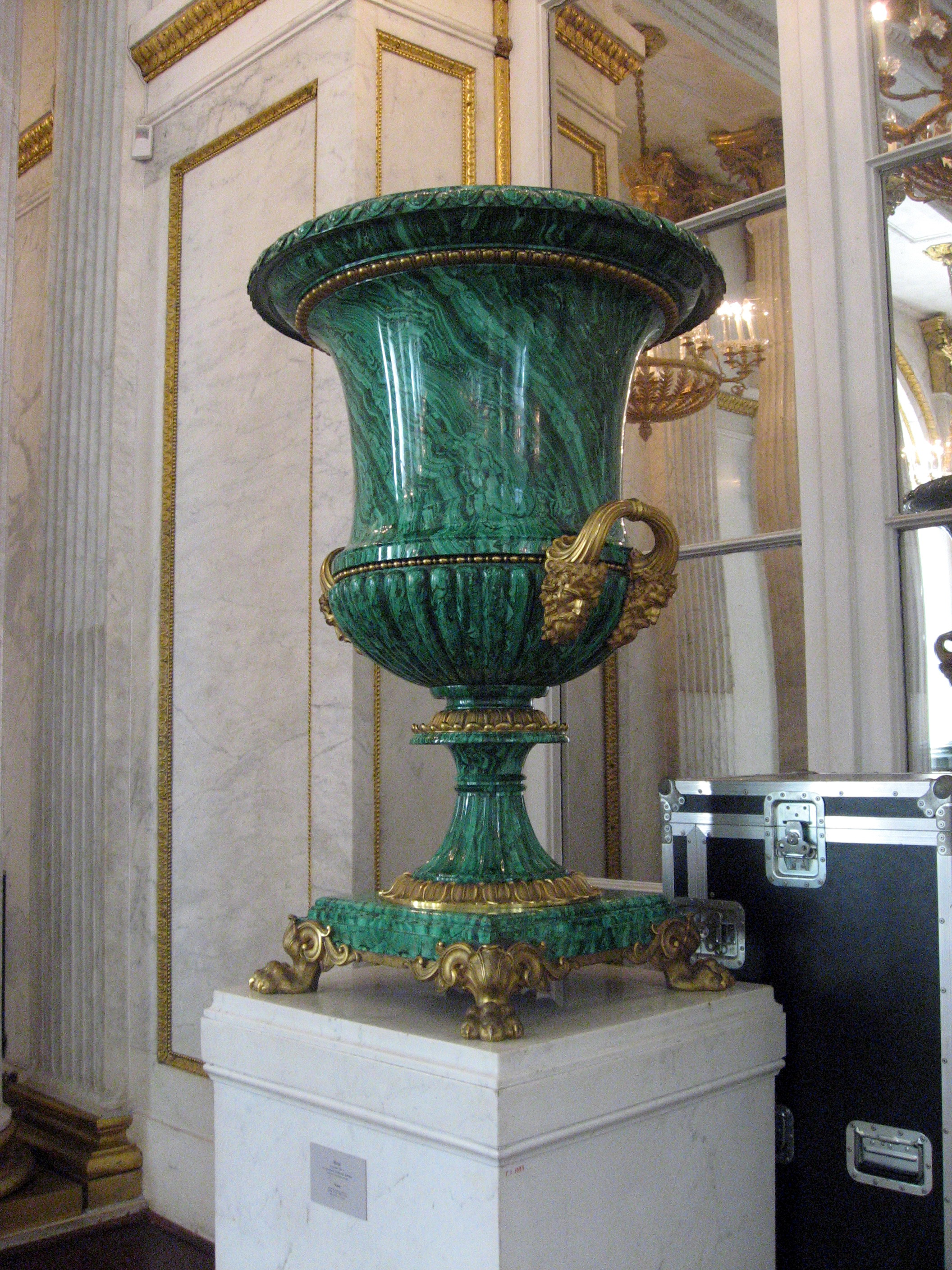
Vase en malachite, de 2 mètres de haut, (XIXe s)
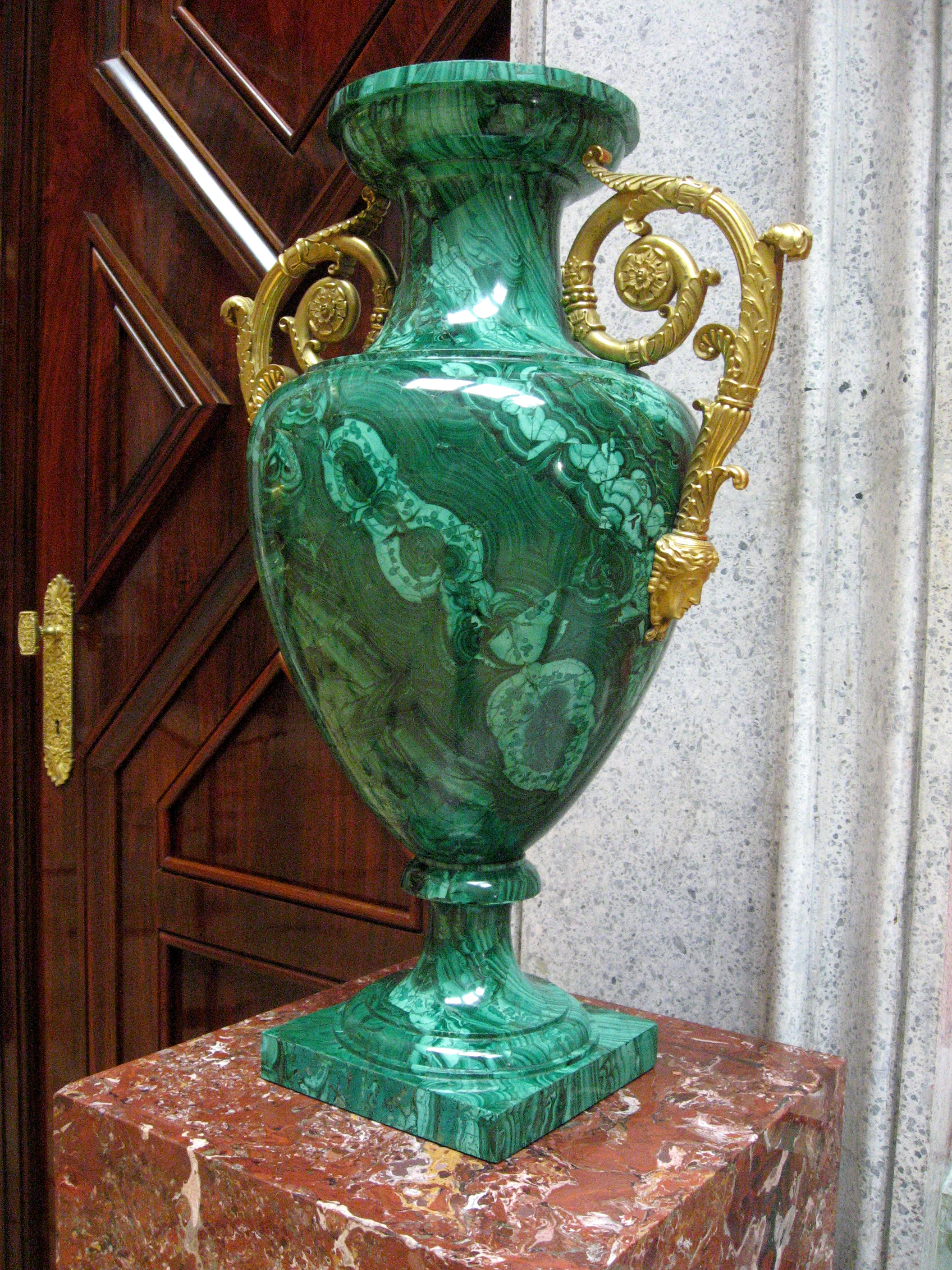
Vase en malachite
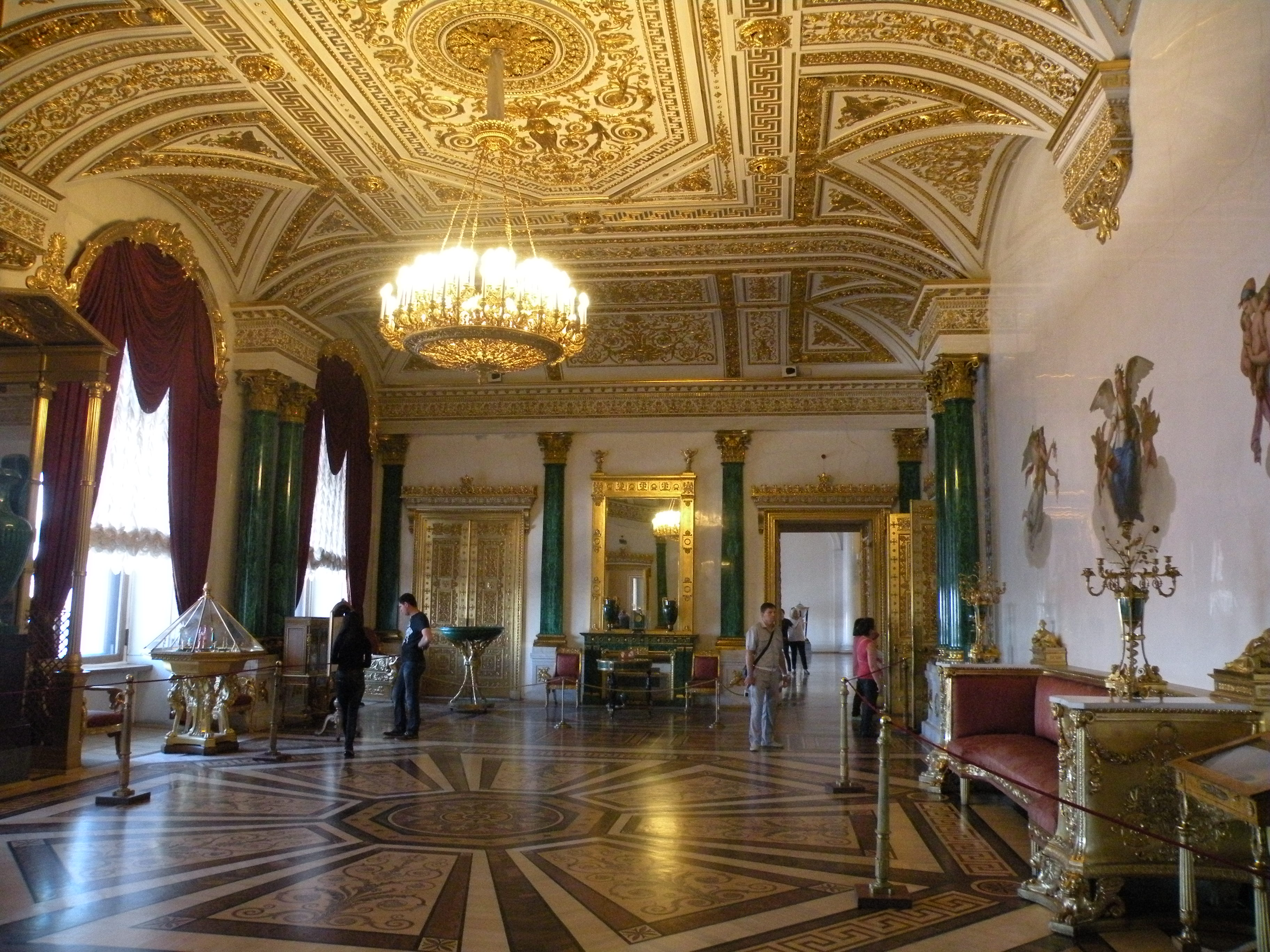
Salon de malachite
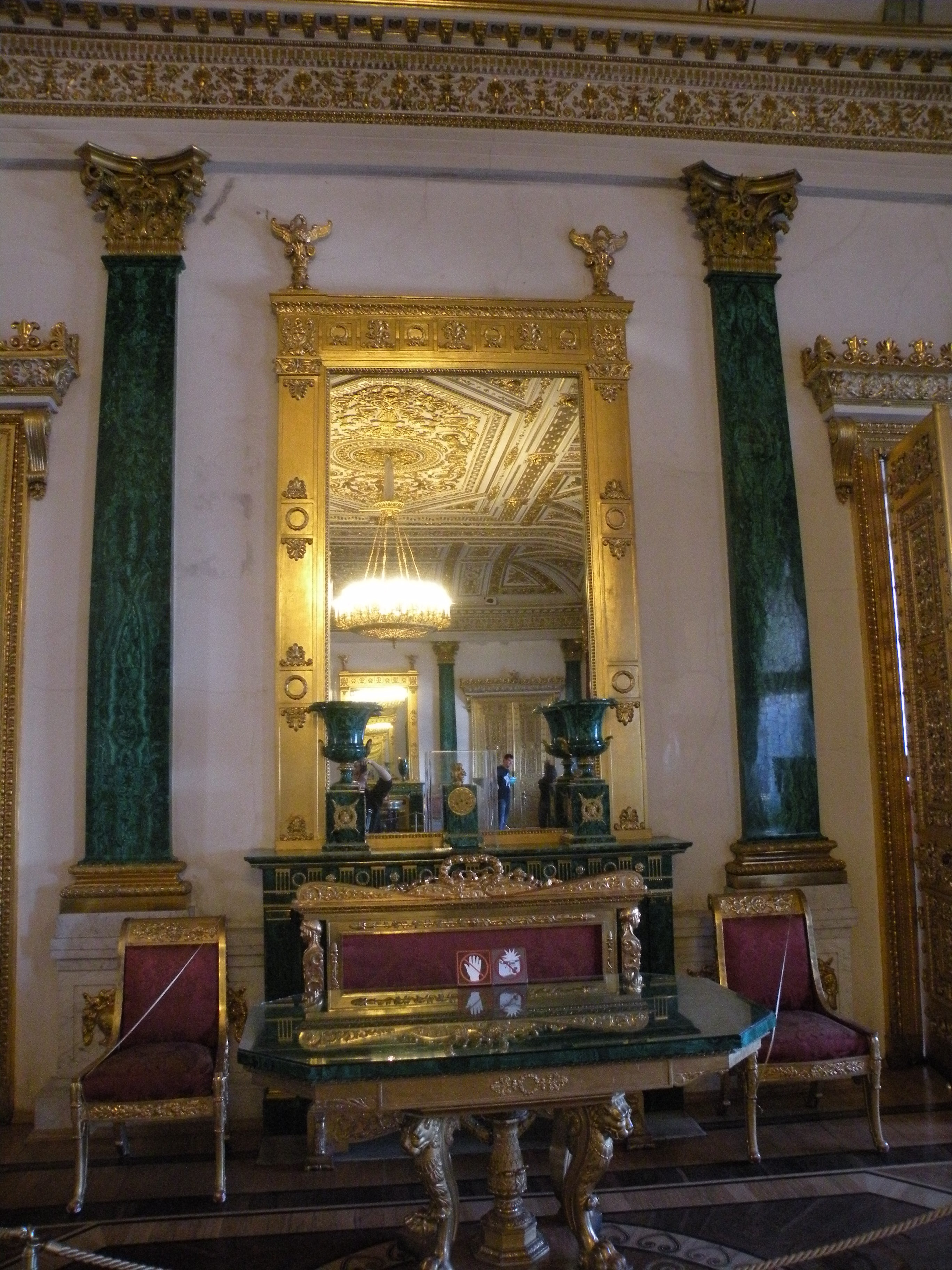
Salon de malachite
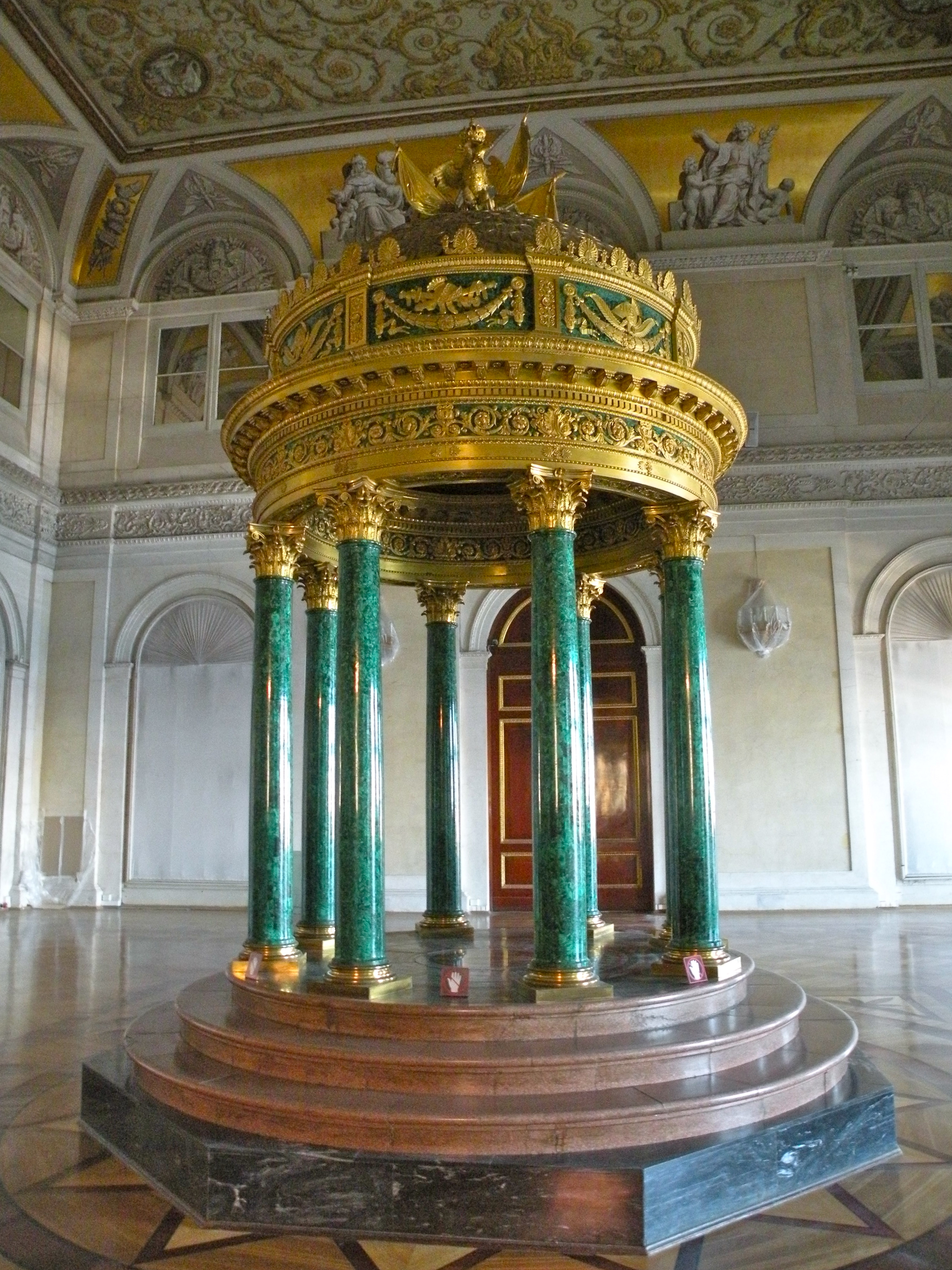
La grande antichambre

- À Saint-Pétersbourg 16 tonnes de malachite ont été nécessaires, à l'époque, (extraits de la mine Nijni Taguil, non loin d'Ekatérinbourg), pour la décoration des colonnes de la cathédrale Saint-Isaac (associées à d'autres colonnes, décorées avec du lapis-lazuli).

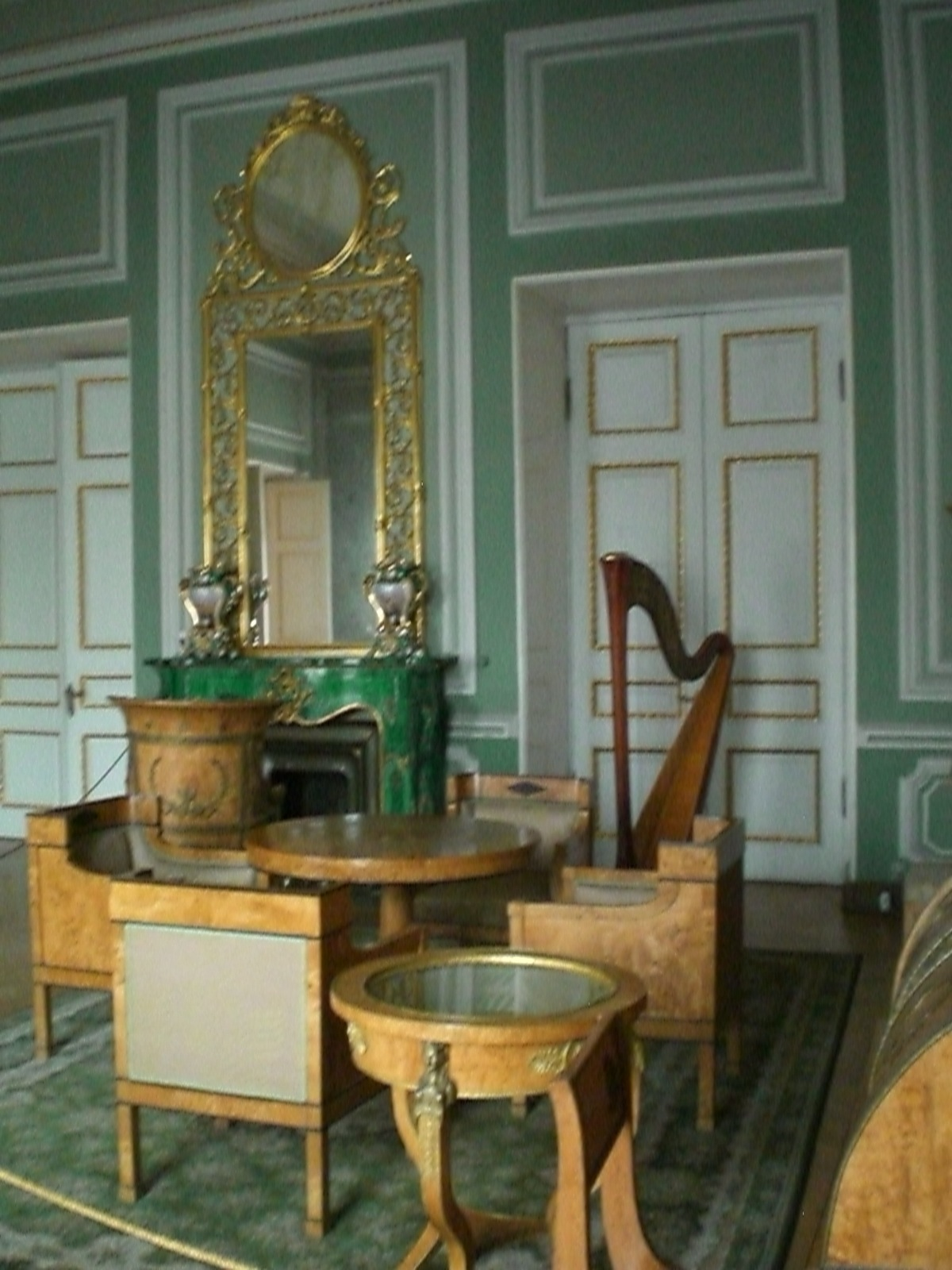
Salon vert, du palais de la Moïka à Saint-Pétersbourg, Russie

Cathédrale Saint-Isaac, Saint-Pétersbourg, Russie
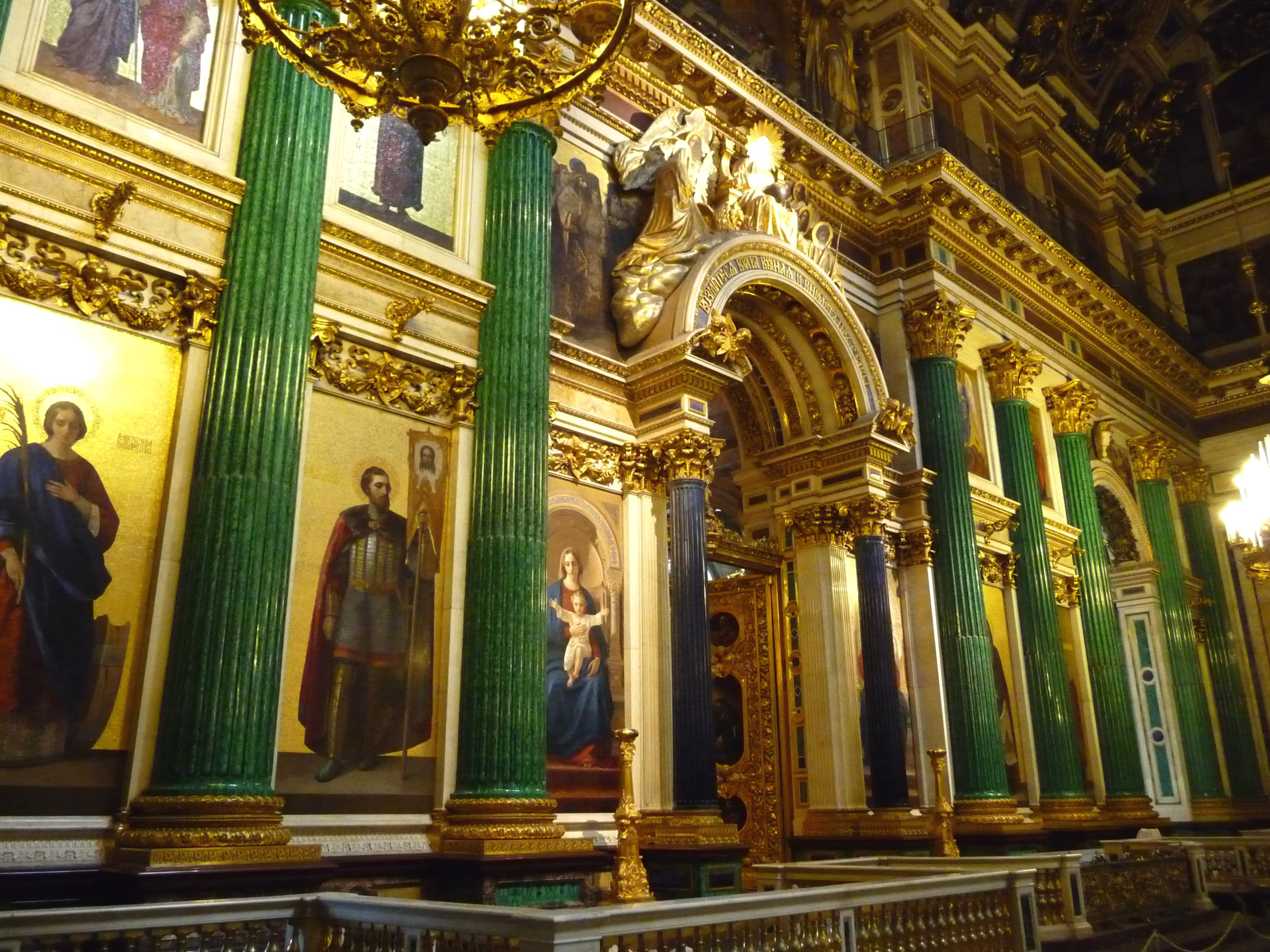
Les colonnes de malachite et de lapis-lazuli
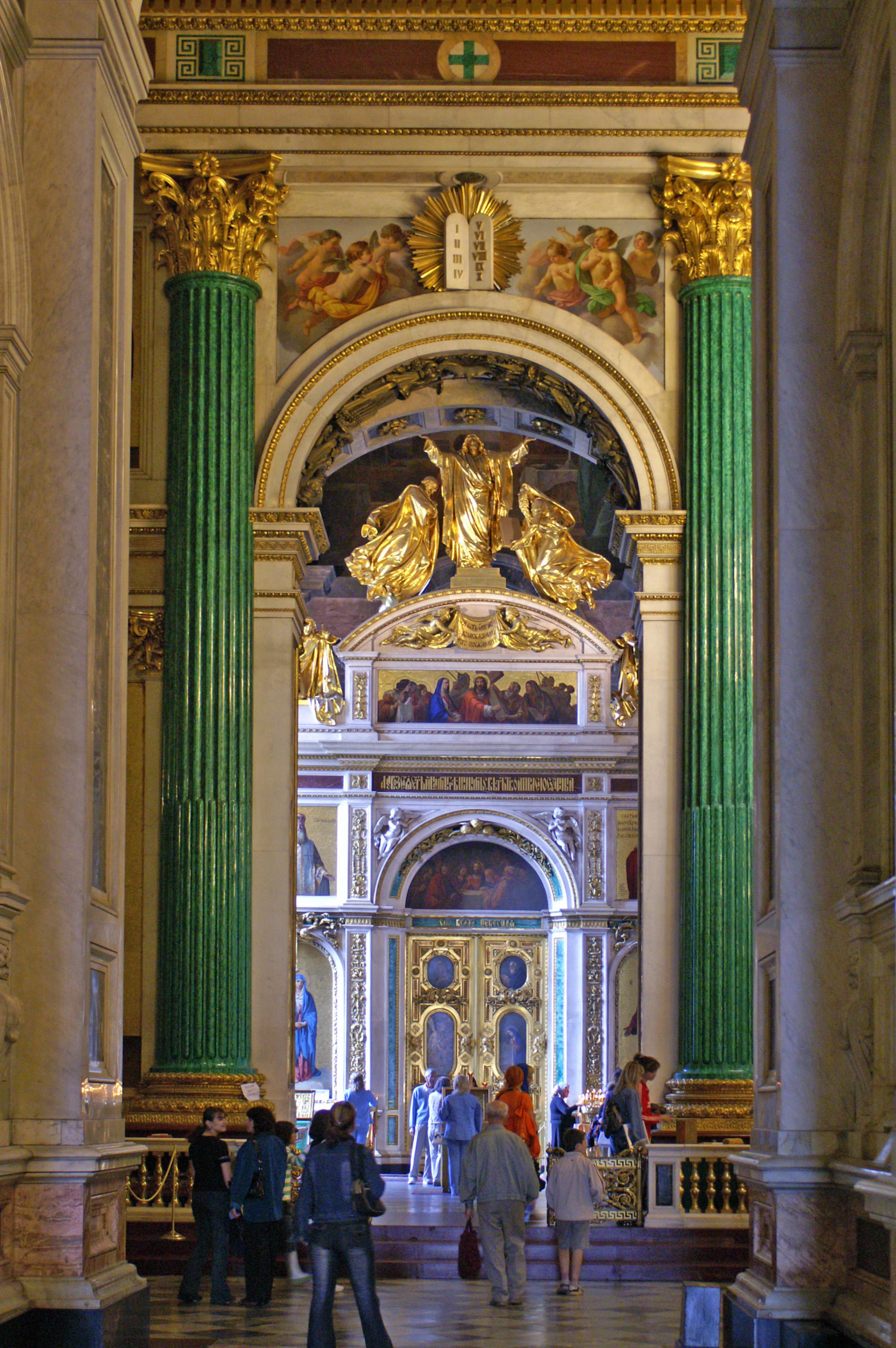
Chapelle latérale
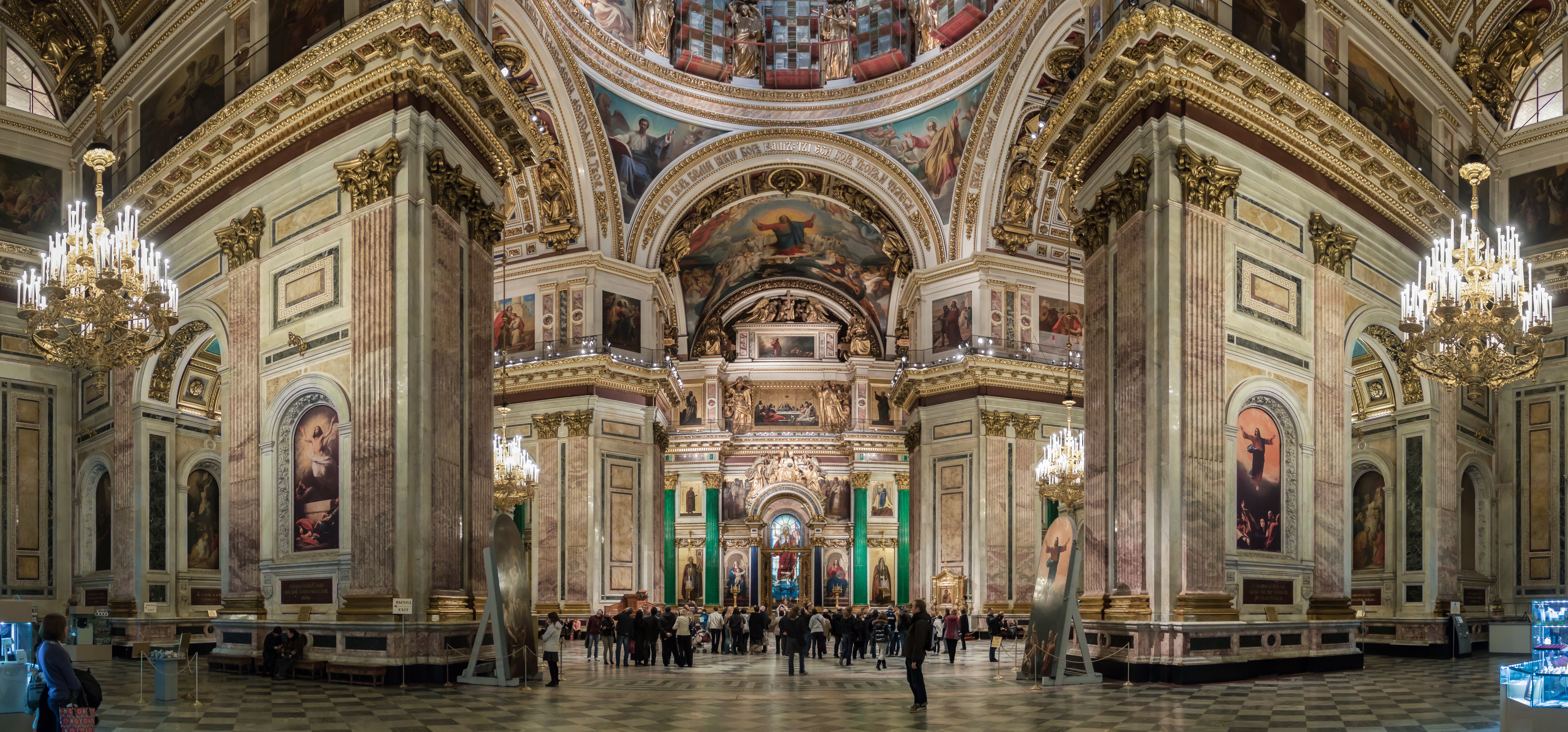
Panoramique intérieur

- À Saint-Pétersbourg, les entourages de cheminées étaient souvent réalisés en malachite, comme dans le « Salon vert » (vers 1860), du palais Youssoupoff, (ou palais de la Moïka), ayant appartenu aux princes Youssoupoff[25].
- Dans la salle de l'ordre de Sainte-Catherine au grand palais du Kremlin, à Moscou[26] ;
- Dans le Palais Catherine à Pouchkine, (anciennement Tsarskoye Selo)[27] ;

Palais Catherine à Pouchkine (Tsarskoye Selo), Russie
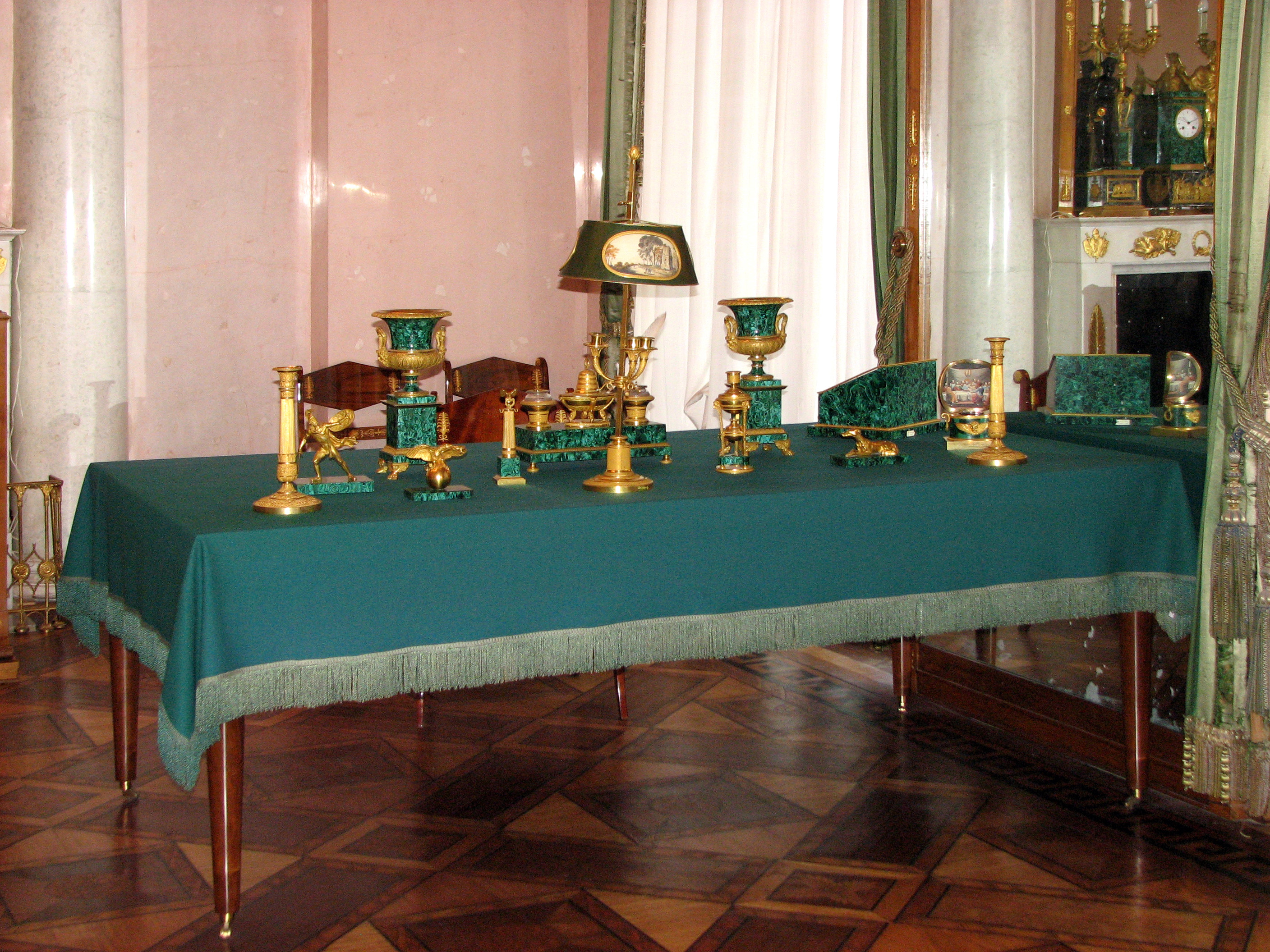
Bureau de travail du tsar Alexandre Ier de Russie

### Peinture
La malachite a été utilisée comme pigment minéral depuis l'Antiquité pour rendre certains tons bleu-vert clair et lumineux, notamment dans la réalisation des enluminures et des fresques au Moyen Âge ainsi que dans la peinture des icônes. Le pigment est sensible à la lumière et aux acides et a tendance à virer de couleur. Sa forme naturelle a été remplacée par une forme synthétique.
La malachite a été utilisée par Raphaël vers 1513-1514, en particulier dans son tableau La Madone Sixtine, pour les draperies vertes à gauche et à droite en haut du tableau. La malachite a été aussi utilisée par Le Tintoret vers 1560 dans son tableau Saint-Georges et le Dragon, dans le paysage vert : malachite et plus petites quantités de vert-de-gris, ainsi que dans les parties jaunes du paysage : malachite mélangée avec du jaune de plomb-étain (en) (ou jaune des Vieux Maîtres).

Peintures
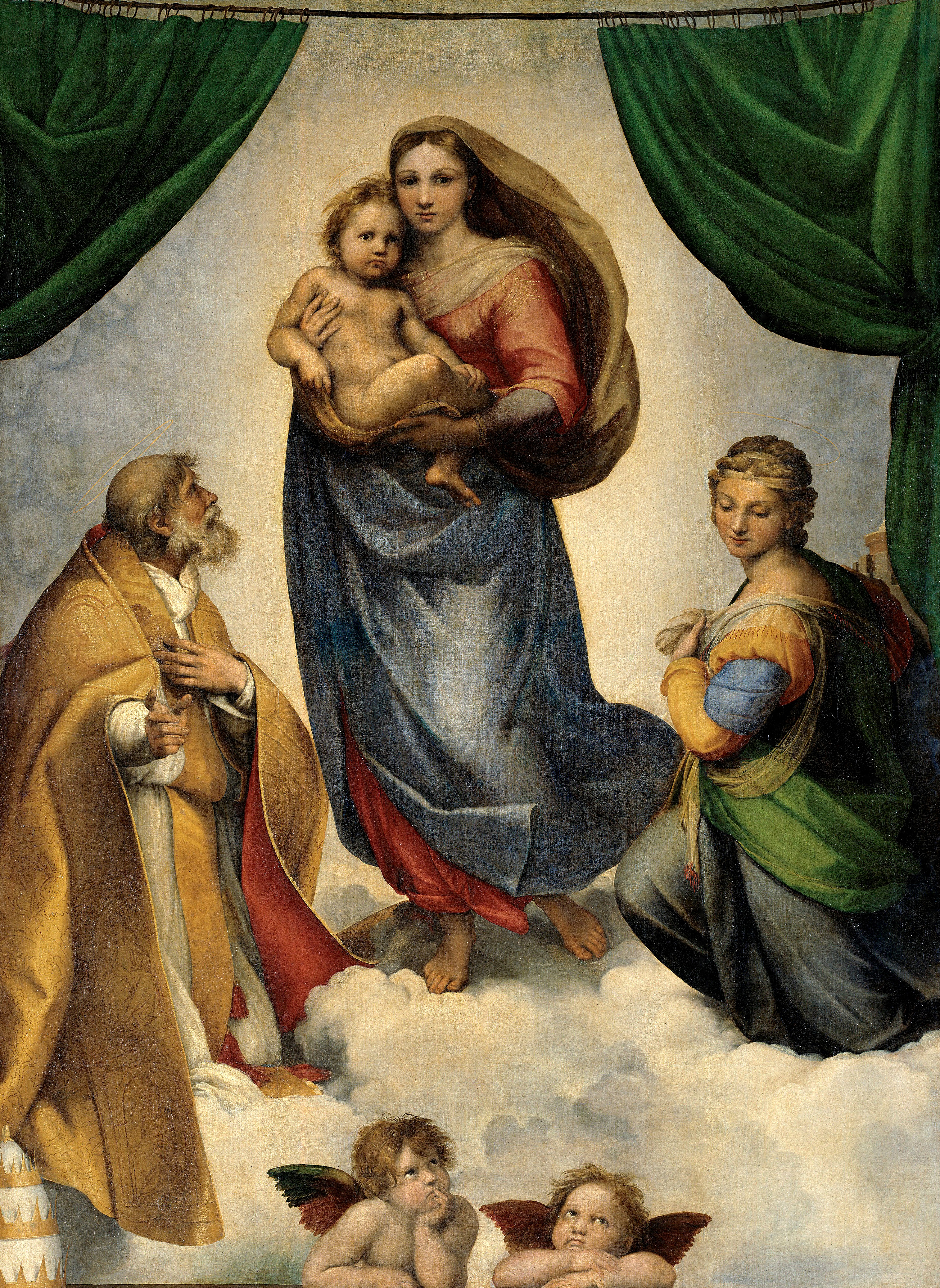
La Madone Sixtine, Raphaël, vers 1513-1514, Gemäldegalerie Alte Meister à Dresde
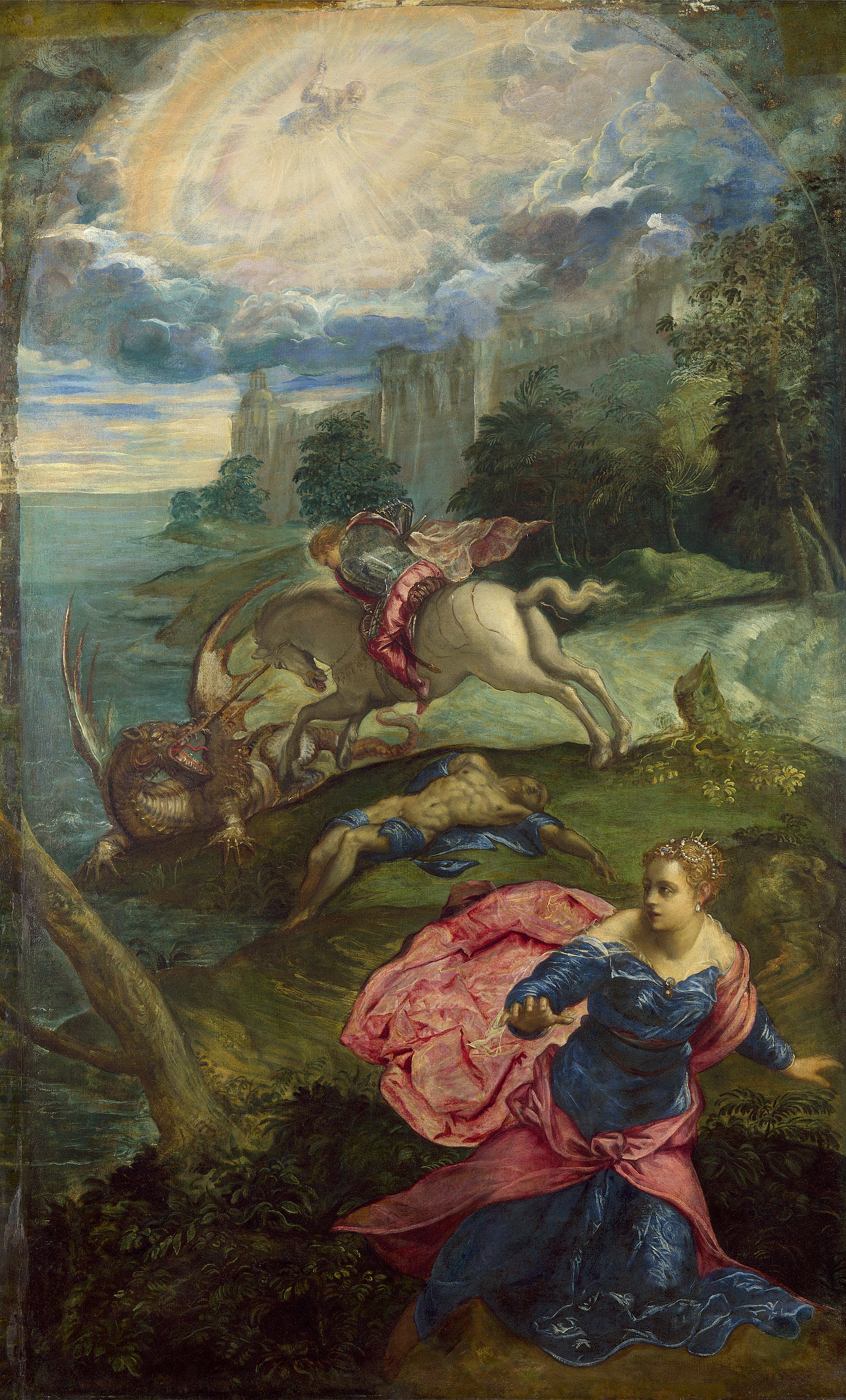
Saint-Georges et le Dragon, Le Tintoret, vers 1560, National Gallery à Londres

De nombreux peintres comme Cennino Cennini, Jérôme Bosch, Rubens ainsi que des peintres de la Renaissance italienne l'ont utilisée, parmi lesquels : Botticelli, Le Tintoret, Le Titien, Giotto, Giovanni Bellini, Cima da Conegliano, Raphaël...

### Autres utilisations
- En cosmétologie, on prétend qu'elle a une action protectrice à plusieurs niveaux du processus de défense antioxydant des cellules, et un effet détoxifiant.
- Comme minerai de cuivre.
- En horlogerie, la malachite peut être utilisée pour réaliser des cadrans de montre.

### Décoration moderne d'intérieur
La malachite est toujours une source d'inspiration pour des artistes américains comme Tony Duquette (en) (1914-1999), dans sa propre résidence Dawnridge à Beverly Hills, États-Unis, ou pour les designers Kelly Wearstler (en) ou Jonathan Adler (en), dans leurs créations pour leurs clients. Les motifs décoratifs particuliers, décrits par la malachite, peuvent être repris sur de nouveaux supports, grâce aux techniques modernes d'impression, quel que soit le support, comme sur les tissus d'habillement ou d'ameublement (malachite print) : rideaux, tissus muraux, comme l'a fait le créateur de mode américain Halston.

## Divers
- Le trophée FIFA de la Coupe du monde de football intègre à sa base deux morceaux de malachite.
- Alphonse Allais a souvent dit que la malachite ne profite jamais, ainsi que Boris Vian dans Cent sonnets[32]
- Le film Impossible... pas français a pour intrigue principale la recherche de 300 tonnes de malachite afin de les revendre avec un bénéfice de 120 millions.